# Сир, Луи
Луи Сир (имя при рождении Сиприан Ноэ Сир; 10 октября 1863 года, Сен-Сиприан-де-Напьевиль, Квебек — 10 ноября 1912 года, Монреаль, Квебек) — канадский силач и борец.

## Ранние годы
Луи Сир родился в деревне Сен-Сиприан-де-Напьевиль на юге провинции Квебек (недалеко от границы с Соединёнными Штатами). В возрасте двенадцати лет он начал работать по зимам в лагере лесорубов, а в остальное время года — на семейной ферме. Работники, с которыми он работал, были уже тогда поражены его силой.
По словам биографа, его мать решила, что он должен отрастить длинные волосы, как Самсон в Библии.
В 1878 году он и семья эмигрировали в США и поселились в Лоуэлле. Именно там он изменил своё имя на Луи, поскольку его было легче произнести на английском языке.
В возрасте 17 лет он весил 104 килограмма. В возрасте 18 лет его огромная сила в первый раз принесла ему широкую известность: он участвовал в конкурсе силачей в Бостоне, которые должны были поднять крупную взрослую лошадь, размещённую на платформе. Платформа оснащена двумя стальными стержнями для захвата, общий вес платформы и лошади составлял не менее 750 килограммов.

## Рост славы
Сир вернулся с семьёй в Квебек в 1882 году и вскоре женился. В следующем году, однако, он вернулся с женой в Лоуэлл, надеясь использовать свою славу там для заработка.
Затем он принял участие в турне по Приморским провинциям на востоке Канады, которое, однако, не принесло ему никакого дохода. Позже он и его семья объезжали провинцию Квебек с демонстрациями, называясь труппой Сиров.
В 1883—1885 годах он служил в полиции Монреаля.
Затем он отправился на гастроли с труппой, которая включала борцов, боксёров и штангистов, и показывал силовые трюки.
В марте 1886 года в Квебеке принял участие в конкурсе канадских силачей, где встретился с Девидом Мишу, считавшимся чемпионом Канады по подобным соревнованиям. Сир поднял одной рукой гирю весом 99 килограммов, тогда как Мишо — только 72 килограмма. Затем Сир принял на спину вес 1076 килограммов против 940 килограммов у Мишу и завоевал титул сильнейшего человека Канады.
В июне 1895 года Луи Сир согласился на проведение антропометрических измерений его тела. Его рост составлял 175 сантиметров, вес — 147 килограммов, объём бицепса — 53 сантиметра, шеи — 52 сантиметра, обхват груди — 154 сантиметра.
Умер в 1912 году от хронического нефрита.

## Репутация
Некоторые из достижений Луи Сира могут показаться преувеличенными, тем более что источникам, которые о них сообщают, не всегда можно доверять. Тем не менее, некоторые из них были задокументированы независимыми экспертами и по сей день выглядят впечатляющими.
Вот некоторые из официальных рекордов Луи Сира:
- Поднятие веса и удержание на спине: 1967 кг
- Поднятие веса одной рукой и удержание под прямым углом: 59,5 кг
- Поднятие гири вертикально, одной рукой: 73,7 кг, 36 раз подряд.

Отрыв веса от земли:
- Двумя руками: 860,5 кг
- Одной рукой: 448 кг
- Одним пальцем: 251 кг[источник не указан 4093 дня]

## Образ в кинематографе
- 2013 - Луи Сир, самый сильный человек в мире / Louis Cyr: l'homme le plus fort du monde (реж. Даниель Роби / Daniel Roby), в гл. роли Антуан Бертран / Antoine Bertrand.